# Fourges
Fourges és un municipi francès situat al departament de l'Eure i a la regió de Normandia. L'any 2007 tenia 810 habitants.

## Demografia

### Població
El 2007 la població de fet de Fourges era de 810 persones. Hi havia 308 famílies, de les quals 60 eren unipersonals (12 homes vivint sols i 48 dones vivint soles), 100 parelles sense fills, 132 parelles amb fills i 16 famílies monoparentals amb fills.
La població ha evolucionat segons el següent gràfic:
Habitants censats

### Habitatges
El 2007 hi havia 341 habitatges, 308 eren l'habitatge principal de la família, 26 eren segones residències i 7 estaven desocupats. 332 eren cases i 9 eren apartaments. Dels 308 habitatges principals, 275 estaven ocupats pels seus propietaris, 22 estaven llogats i ocupats pels llogaters i 11 estaven cedits a títol gratuït; 2 tenien una cambra, 5 en tenien dues, 52 en tenien tres, 99 en tenien quatre i 150 en tenien cinc o més. 207 habitatges disposaven pel capbaix d'una plaça de pàrquing. A 126 habitatges hi havia un automòbil i a 167 n'hi havia dos o més.

### Piràmide de població
La piràmide de població per edats i sexe el 2009 era:
| Homes | Edats   | Dones |
| ----- | ------- | ----- |
| 0     | 95 o +  | 0     |
| 0     | 90 a 94 | 0     |
| 4     | 85 a 89 | 4     |
| 4     | 80 a 84 | 8     |
| 8     | 75 a 79 | 4     |
| 8     | 70 a 74 | 8     |
| 28    | 65 a 69 | 16    |
| 8     | 60 a 64 | 16    |
| 12    | 55 a 59 | 16    |
| 40    | 50 a 54 | 12    |
| 32    | 45 a 49 | 36    |
| 32    | 40 a 44 | 48    |
| 20    | 35 a 39 | 24    |
| 28    | 30 a 34 | 36    |
| 12    | 25 a 29 | 20    |
| 16    | 20 a 24 | 16    |
| 36    | 15 a 19 | 52    |
| 60    | 10 a 14 | 24    |
| 32    | 5 a 9   | 24    |
| 20    | 0 a 4   | 12    |

## Economia
El 2007 la població en edat de treballar era de 541 persones, 414 eren actives i 127 eren inactives. De les 414 persones actives 371 estaven ocupades (191 homes i 180 dones) i 43 estaven aturades (23 homes i 20 dones). De les 127 persones inactives 41 estaven jubilades, 51 estaven estudiant i 35 estaven classificades com a «altres inactius».

### Ingressos
El 2009 a Fourges hi havia 305 unitats fiscals que integraven 823,5 persones, la mediana anual d'ingressos fiscals per persona era de 20.417 €.

### Activitats econòmiques
Dels 25 establiments que hi havia el 2007, 1 era d'una empresa alimentària, 2 d'empreses de fabricació d'altres productes industrials, 7 d'empreses de construcció, 7 d'empreses de comerç i reparació d'automòbils, 1 d'una empresa de transport, 2 d'empreses d'hostatgeria i restauració, 2 d'empreses de serveis, 1 d'una entitat de l'administració pública i 2 d'empreses classificades com a «altres activitats de serveis».
Dels 9 establiments de servei als particulars que hi havia el 2009, 1 era un paleta, 2 fusteries, 1 lampisteria, 2 electricistes, 1 empresa de construcció, 1 perruqueria i 1 saló de bellesa.
L'únic establiment comercial que hi havia el 2009 era una fleca.

## Equipaments sanitaris i escolars
El 2009 hi havia una escola elemental.

## Poblacions més properes
El següent diagrama mostra les poblacions més properes.